# Marcus Schuler
Marcus Schuler (* 1971 in Esslingen) ist ein deutscher Journalist und Moderator. Er hat bis Ende August 2022 als Auslandskorrespondent der ARD aus dem Silicon Valley berichtet. Seit 1. September 2022 berichtet er für den Bayerischen Rundfunk von dort.

## Karriere
Nach dem Abitur absolvierte Schuler seinen Wehrdienst bei Radio Andernach, dem Truppenbetreuungssender der Bundeswehr, gefolgt von diversen Praktika wie Radio Luxemburg sowie der Emigrantenzeitung „Aufbau“ in New York. Er volontierte bei der BBC in London. Danach studierte er Politikwissenschaften in Bonn und moderierte  die „Morning-Show“ bei SWF3 (heute SWR3) in Baden-Baden, für den er später das multimediale Jugendangebot DASDING aufbaute und gemeinsam im Team 2002 den Grimme Online Award erhielt. 2003 wechselte Marcus Schuler vom SWR zum Bayerischen Rundfunk, wo er als Referent der Intendanz für die ARD und das digitale Angebotsportfolio zuständig war. 2015 baute er mit Kollegen im BR eine Software-Entwicklungsabteilung auf, die digitale Dienste und senderspezifische Apps programmiert. Von 2010 bis 2020 produzierte er mit Freunden in Portland (Oregon) und in Bern (Schweiz) den Technologie-Podcast „Geek-Week“, der auch vom Bayerischen Rundfunk verbreitet wurde. Von Juli 2017 bis August 2022 war er ARD-Korrespondent für die US-Westküste und hat von San Francisco aus berichtet. Seit 1. September 2022 berichtet er exklusiv für den Bayerischen Rundfunk von dort. Gemeinsam mit Björn Staschen moderiert er bei Tagesschau24 die wöchentliche Video-Kolumne „TechTalk“.

## Auszeichnungen
- 1999: Kurt-Magnus-Preis
- 2002: Im Team Grimme Online Award für DASDING (SWR)